# Янчовски, Евгени
Евгени́ Ва́лев Янчо́вски (болг. Евгени Валев Янчовски; род. 5 сентября 1939, София) — болгарский футболист и футбольный тренер, серебряный призёр Олимпийских игр (1968). Заслуженный мастер спорта Болгарии (1968).

## Биография

### Игровая карьера

#### Клубная карьера
Янчовски начинал карьеру в «Левски» из Карлово, в котором отыграл один сезон. Затем он перешёл в «Берое», за который отыграл 14 сезонов, выиграв в составе этой команды 2 Балканских Кубка в 1968 и 1969 годах.
Янчовски завершил карьеру в этом же клубе по окончании сезона 1973/74 в возрасте 34 лет. Он является рекордсменом клуба по количеству матчей, сыграв 438 матчей за «Берое», из них 346 игр в чемпионате Болгарии.

#### Карьера в сборной
В составе сборной Болгарии был участником чемпионата мира 1966 года, но на турнире не сыграл ни одной игры. Спустя 2 года, играл на олимпийском турнире 1968 года, на котором болгары завоевали серебряные медали.

#### Карьера тренера
С 1985 по 1987 год Янчовски возглавлял «Берое», с которым в 1986 году выиграл чемпионат Болгарии.
Работал главным тренером ряда болгарских футбольных команд и возглавлял кипрский «Алки».

### Признание
В июле 2023 года Городской совет Стара-Загоры вручил ему награду «Почётный гражданин города».

## Достижения

### Достижения игрока
«Берое»
- Обладатель Балканского Кубка (2): 1968, 1969

### Достижения тренера
«Берое»
- Чемпион Болгарии: 1985/86